# طواف سان سيباستيان 2019

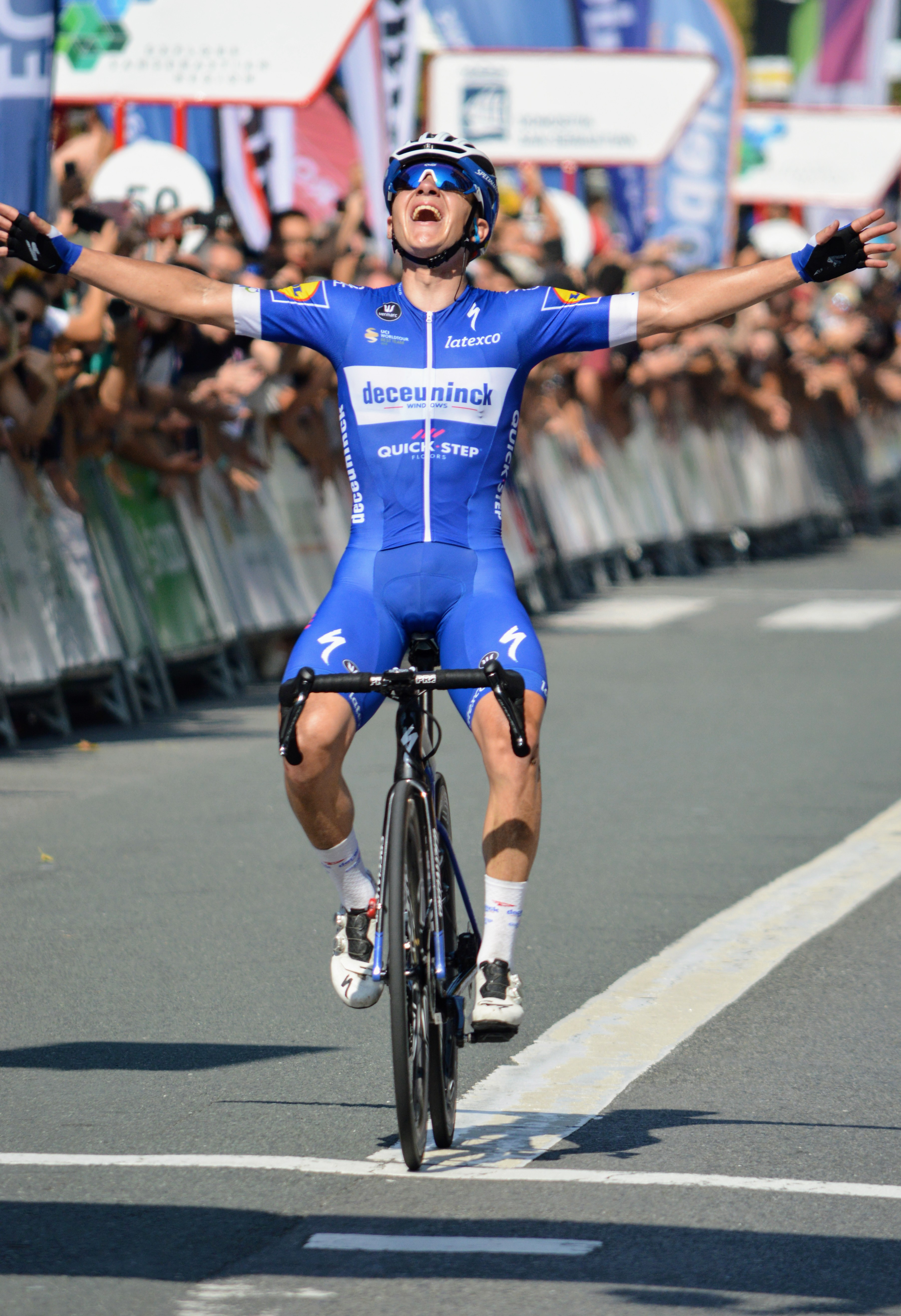

طواف سان سيباستيان 2019 (بالإنجليزية: 2019 Clásica de San Sebastián)‏ هو سباق دراجات هوائية، وهو الموسم رقم 39 من السباق، وأقيم في 3 أغسطس 2019، وامتدّ لمسافة 227.3 كيلومتر، وهو أحد سباقات طواف العالم للدراجات 2019، وهو من نوع  سباق يوم واحد، وقد شارك في السباق  152 متسابقاً.
فاز فيه بالمركز الأول  رمكو أفينبول، وبالمركز الثاني  جريج فان أفرمت، وبالمركز الثالث  مارك هيرشي.

## الفرق
| فرق عالمية (18)- Deceuninck-Quick Step - AG2R La Mondiale - Astana - Bora-hansgrohe - CCC Team - EF Education First - جروباما-إف دي جي - Ineos - Lotto Soudal - Movistar Team - Mitchelton-Scott - Team Sunweb - Bahrain-Merida - Dimension Data - Trek-Segafredo - Team Jumbo-Visma - Katusha-Alpecin - UAE Team Emirates فرق قارية محترفة (4)- برجس بي إتش 2019 ‏ - كاجا رورال-سيغوروس 2019 ‏ - Cofidis, Solutions Crédits - يوسكادي مورياس 2019 ‏ |  |
| |  |

## التصنيف العام النهائي
| التصنيف العام         | التصنيف العام      | التصنيف العام | التصنيف العام                  | التصنيف العام     |
| الدراج                | الدراج             | البلد         | الفريق                         | الوقت             |
| --------------------- | ------------------ | ------------- | ------------------------------ | ----------------- |
| 1.                    | رمكو أفينبول       | بلجيكا        | Deceuninck-Quick-Step          | 5 س 44 دقيقة 27 ث |
| 2.                    | جريج فان أفرمت     | بلجيكا        | CCC Team                       | + 38 ث            |
| 3.                    | مارك هيرشي         | سويسرا        | سنويب                          | + 38 ث            |
| 4.                    | جوركا إيزاجير      | إسبانيا       | أستانا                         | + 38 ث            |
| 5.                    | باوك موليما        | هولندا        | تريك سيغافريدو                 | + 38 ث            |
| 6.                    | باتريك كونراد      | النمسا        | بورا هانسغروه                  | + 38 ث            |
| 7.                    | جيلي فانيندرت      | بلجيكا        | لوتو سودال                     | + 38 ث            |
| 8.                    | إنريك ماس          | إسبانيا       | Deceuninck-Quick-Step          | + 38 ث            |
| 9.                    | مايكل وودز         | كندا          | EF Education First Pro Cycling | + 38 ث            |
| 10.                   | أليخاندرو بالبيردي | إسبانيا       | موفيستار                       | + 38 ث            |
| مصدر: ProCyclingStats |                    |               |                                |                   |

## وصلات خارجية
- الموقع الرسمي
- لمحة عن سباق طواف سان سيباستيان 2019 على موقع  ProCyclingStats   (برو  سايكلنج  ستاتس) - إحصاءات  محترفي  الدراجات.

- طواف سان سيباستيان 2019 على موقع إحصائيات الدراجات الإحترافية (الإنجليزية)